# Chila Lynn
Chila Lynn (La Habana, Cuba; 24 de diciembre de 1991) es una cantante, pianista y compositora de R&B y Pop, cuyo primer álbum salió el 24 de abril de 2012.

## Biografía
Nacida en La Habana, con solo tres años ingresó en la Escuela Elemental de Música Alejandro García Caturla, para cursar después ocho años de piano clásico y música en la escuela Manuel Saumell, donde culminó sus estudios de nivel primario. De adolescente ganó varios premios en certámenes musicales y comenzó a componer sus primeras canciones. 
En 2005 ingresó en la escuela de nivel medio superior Amadeo Roldán, donde consiguió altos premios y distinciones en los concursos nacionales de piano y música. Más tarde fue la voz de la Princesa Tiana en la película Tiana y el Sapo de Walt Disney, interpretando canciones de Randy Newman mientras preparaba el lanzamiento de su primer álbum, Real Woman.).

### 2010 - presente: Real Woman
Participa dando voz a las canciones en las que aparece "Tiana", la princesa Disney protagonista de la película Tiana y el Sapo, estrenada en España en febrero de 2010.
En 2012 vio luz su primer álbum, Real Woman, con canciones compuestas por artistas como Pink, Jamie Scott y James Morrison. Entre las cantantes que más influyen a Chila Lynn destacan los nombres de Mary J. Blige, Nina Simone, Alicia Keys y Aretha Franklin.
Las canciones del primer álbum de Chila Lynn se enmarcan en el soul-pop de raíz negro-americana, que solo está al alcance de artistas con la solidez musical de Chila, que posee una voz excepcional y una capacidad interpretativa que asombra dada su juventud. Su música une lo contemporáneo con un aliento Motown que sitúa a Chila Lynn en ese terreno intemporal en el que la calidad manda y el futuro se presenta prometedor.  
El álbum está producido por Adrian Schinoff y entre las canciones hay composiciones de Pink (Hands On Me) y James Morrison (Real Woman, Hit & Run) junto a otras siete cantadas en inglés, tres de ellas con versión también en español. Canciones que al escucharse anuncian y presentan a una artista de gran altura creativa, capaz de tratar de tú a tú a las más grandes y que convierten a la cubana en una de las grandes esperanzas de la música actual por encima de estilos, fronteras y modas. El foco ilumina a Chila Lynn.
En 2012 estuvo nominada como artista revelación del año en los premios de la cadena radial 40 principales, cadena radial donde su música se emite entre los primeros lugares. Actuó en la gala de premios 40 de 2013 en el palacio de deportes de Madrid, donde interpretó "Mi Marciana" junto Alejandro Sanz, Leire (cantante del popular grupo La Oreja de Van Gough) y Bebe. Compartiendo escenario además en el mismo espectáculo con artistas tan importantes como Alicia Keys, David Guetta y Pitbul.
Esta artista ha captado la atención de revistas de moda de gran prestigio, las cuales han escrito artículos sobre ella e incluso haciéndola portada como BAZAAR MAGAZINE, SHANGAY MAGAZINE, ELLE MAGAZINE y VANITY FAIR.
En 2016 salió a la luz su segundo álbum bajo el título "Amor y Miel", simultáneamente con un concierto en vivo en formato DVD bajo el mismo nombre. En ambos materiales la artista se estrena como productora.
En 2017, en medio de la gira de su segundo disco “Amor y Miel”, Chila lanzó un mensaje al mar desde su pueblo natal en una botella donde expresó sus más profundos anhelos y sueños. La botella llegó a las costas de Florida donde su historia y su música captaron la atención de medios icónicos como CNN, Florida Today, Fox, New York Daily, Univision y muchos otros. Todos contactaron a Chila, la entrevistaron y publicaron su carta.
En 2021 se vio su participación en numerosos eventos para apoyar e inspirar a otros en conferencias sobre el papel de la mujer en el mundo de la producción y composición musical. Eventos increíbles como la conferencia “SEEN” de la organización “I am worthy” celebrada en Nueva York. Al mismo tiempo, en enero de este año, se lanzó su sencillo con más raíces latinas hasta el momento, titulado “Hola Preciosura”, un hermoso punto de conexión entre el alma de su voz y la música urbana y bailable. En febrero, Chila Lynn se unió a la popular plataforma de transmisión Scenikus para dar su primer concierto en línea. Un directo muy íntimo acompañado únicamente de su piano; disponible solo como material muy exclusivo en la plataforma Scenikus. También este año Chila creó “LA YUNFA HOUSE” una iniciativa para jóvenes compositores, artistas y músicos de todo el mundo. Iniciativa que derivó en su último sencillo en colaboración con el productor Blue Mist llamado “Admit it”, en el cual se estrenó como directora del audiovisual de la canción. "Unleash Mode" fue el nombre de su nuevo sencillo estrella del 2021. Una canción sobre cómo liberar tu ser interior por completo. “Unleash Mode” es una atractiva mezcla de música pop, baile electrónico y R&B, donde Chila Lynn muestra lo mejor de su talento, pasión y autenticidad, innovando nuevamente de una manera muy original. “Estoy muy emocionada por el lanzamiento de mi nueva canción”, dijo Chila Lynn, quien calificó su lanzamiento más reciente como “una melodía en constante crecimiento que eleva y expande tu conciencia”.
Entre 2022 y 2023 tenemos canciones increíbles como ´´Now That I´m in Love´´, el super contagioso ´´Made in Cuba´´, el profundo ´´I Hate´´ y el más reciente ingenioso ´´ M I L F S V I B E S´´. Todos disponibles en todas las plataformas musicales del mundo.
Este 2024 nos regaló dulces joyas en sus primeros contactos con el afro-beat llenos de melodías muy contagiosas como ´´Loving You´´ y la más reciente ´´It´s not your fault´´.

## Discografía
Álbumes de estudio
- 2012: Real Woman.
- 2016: Amor y Miel.

Sencillos
- "When Love...".
- "Real Woman".
- "Hit And Run".
- "Amor y Miel".
- "Te daré".
- "Hola Preciosura".
- "Admit it".